# Acanthodontidae
Famille
Les Acanthodontidae sont une famille de conodontes de l'ordre des Protopanderodontida.

## Systématique
La famille des Acanthodontidae a été créée en 1970 par le géologue et paléontologue suédois Maurits Lindström (1932–2009),.

## Liste des genres
Selon Paleobiology Database (10 septembre 2022) :
- genre † Acanthodus
- genre † Parapaltodus Stouge 1984
- genre † Scalpellodus Dzik 1976
- genre † Ulrichodina Furnish 1938

## Publication originale
- (en) Maurits Lindström, « A Suprageneric Taxonomy of the Conodonts », Lethaia, Universitetsforlaget (d), vol. 3, no 4,‎ octobre 1970, p. 427-445 (ISSN 0024-1164 et 1502-3931, OCLC 02277593, DOI 10.1111/J.1502-3931.1970.TB00834.X).